# Nisli
Nisli är en ort i Azerbajdzjan.   Den ligger i distriktet Lerik Rayonu, i den södra delen av landet, 220 km sydväst om huvudstaden Baku. Nisli ligger 1 318 meter över havet och antalet invånare är 291.
Terrängen runt Nisli är lite bergig. Närmaste större samhälle är Lerik, 7,9 km norr om Nisli. 
Trakten runt Nisli består i huvudsak av gräsmarker. Runt Nisli är det ganska tätbefolkat, med 60 invånare per kvadratkilometer.